# L'Ère du Verseau (album)
Pour l’article homonyme, voir Ère du Verseau.
Albums de Yelle
Complètement fou
(2014)
Singles
1. Je t’aime encore
Sortie : 28 avril 2020
2. Karaté
Sortie : 21 juillet 2020
3. J’veux un chien
Sortie : 5 septembre 2020
4. Vue d’en face
Sortie : 25 novembre 2020
5. Noir
Sortie : 7 avril 2021

L’Ère du Verseau est le quatrième album du groupe électro-pop français Yelle. Il est sorti le 4 septembre 2020.

## Genèse de l’album
Yelle a commencé à écrire L’Ère du Verseau au printemps 2019. Le groupe était à Montréal pour enregistrer une chanson avec Billboard, un producteur avec qui il avait précédemment collaboré sur l’album Complètement fou. L’album a été achevé juste avant le premier confinement de la pandémie de Covid-19 en France.

## Listes des pistes
| L’Ère du Verseau | L’Ère du Verseau | L’Ère du Verseau                                                             | L’Ère du Verseau   | L’Ère du Verseau | L’Ère du Verseau | L’Ère du Verseau | L’Ère du Verseau | L’Ère du Verseau | L’Ère du Verseau |
| No               | Titre            | Auteur                                                                       | Producteur(s)      | Durée            |                  |                  |                  |                  |                  |
| ---------------- | ---------------- | ---------------------------------------------------------------------------- | ------------------ | ---------------- | ---------------- | ---------------- | ---------------- | ---------------- | ---------------- |
| 1.               | Émancipense      | - Jean-François Perrier - Julie Budet - Tanguy Destable - Thibaud Vanhooland | - Perrier          | 2:53             |                  |                  |                  |                  |                  |
| 2.               | J’veux un chien  | - Perrier - Budet - Christophe Le Flohic - Destable                          | - Perrier          | 3:15             |                  |                  |                  |                  |                  |
| 3.               | Je t’aime encore | - Perrier - Budet - Vaughn Oliver                                            | - Perrier          | 3:35             |                  |                  |                  |                  |                  |
| 4.               | Karaté           | - Perrier - Budet - Victor Thieffry-Watel                                    | - Perrier          | 2:58             |                  |                  |                  |                  |                  |
| 5.               | Menu du jour     | - Perrier - Budet - Vanhooland                                               | - Perrier          | 2:58             |                  |                  |                  |                  |                  |
| 6.               | Mon beau chagrin | - Perrier - Budet - Tony Hymas                                               | - Perrier - Oliver | 2:14             |                  |                  |                  |                  |                  |
| 7.               | Vue d’en face    | - Perrier - Budet - Vanhooland - Destable                                    | - Perrier          | 3:22             |                  |                  |                  |                  |                  |
| 8.               | Noir             | - Perrier - Budet - Iason Chronis - Destable                                 | - Perrier          | 3:12             |                  |                  |                  |                  |                  |
| 9.               | Peine de mort    | - Perrier - Budet - Mathieu Jomphe-Lépine                                    | - Perrier          | 4:35             |                  |                  |                  |                  |                  |
| 10.              | Un million       | - Perrier - Budet - Destable                                                 | - Perrier          | 4:21             |                  |                  |                  |                  |                  |
| 33:00            |                  |                                                                              |                    |                  |                  |                  |                  |                  |                  |

| Bonus: Bops EP | Bonus: Bops EP                | Bonus: Bops EP                              | Bonus: Bops EP | Bonus: Bops EP | Bonus: Bops EP | Bonus: Bops EP | Bonus: Bops EP | Bonus: Bops EP | Bonus: Bops EP |
| No             | Titre                         | Auteur                                      | Producteur(s)  | Durée          |                |                |                |                |                |
| -------------- | ----------------------------- | ------------------------------------------- | -------------- | -------------- | -------------- | -------------- | -------------- | -------------- | -------------- |
| 11.            | Ici & Maintenant (Here & Now) | - Perrier - Budet - Destable - Adrien Gallo | - Perrier      | 3:50           |                |                |                |                |                |
| 12.            | Interpassion                  | - Perrier - Budet - Victor Le Masne         | - Perrier      | 3:08           |                |                |                |                |                |
| 13.            | Romeo                         | - Perrier - Budet                           | - Perrier      | 3:30           |                |                |                |                |                |
| 14.            | OMG!!!                        | - Perrier - Budet - Antoine Boulé           | - Perrier      | 3:10           |                |                |                |                |                |
| 13:24          |                               |                                             |                |                |                |                |                |                |                |

## Classements
| Classement (2009)            | Meilleure position |
| ---------------------------- | ------------------ |
| Belgique (Wallonie Ultratop) | 138                |
| France (SNEP)                | 75                 |